# Karl Oskar Medin
Karl Oskar Medin (Örebro, 14 agosto 1847 – Stoccolma, 24 dicembre 1927) è stato un pediatra svedese.

## Biografia
Medin studiò medicina a Uppsala e Stoccolma. Nel 1876 terminò i suoi studi e divenne assistente medico presso l'ospedale dei bambini a Stoccolma. Conseguì il dottorato nel 1880. Fino al 1883 è stato docente, presso il Istituto Karolinska, prima come associato e poi, nel 1884, fu nominato professore ordinario di pediatria. Gli è stata anche attribuita la nomina di medico anziano presso l'ospedale pediatrico. Si ritirò nel 1914 e morì nel 1927

## Studi
Il fama di Karl Oskar Medin si deve essenzialmente ai suoi studi sulla poliomielite che allora fu chiamata in suo onore e in quello di Jakob Heine, malattia di Heine-Medin. Durante la sua attività si occupò anche di studiare la meningite e la tubercolosi.